# Antananarivo (Provinz)
Antananarivo ist eine ehemalige Provinz (faritany mizakatena) von Madagaskar mit der gleichnamigen Hauptstadt Antananarivo. Sie hatte eine Fläche von 55.283 km² und ca. 4,6 Millionen Einwohner, wovon etwa 1,5 Mio. in der Hauptstadt lebten. Die meisten Einwohner gehörten der Ethnie (Foko) der Merina an. Antananarivo wurde 1965 gegründet und war im Bezug auf die Industrie eine der wichtigsten Provinzen Madagaskars. Am 4. April 2007 ließ Marc Ravalomanana ein Referendum über eine Änderung der Verfassung abhalten, das eine neue Verwaltungsgliederung ohne Provinzen ab Oktober 2009 festlegte.
In älteren Zusammenhängen wird allgemein auch der kurze Name Tana genannt.

## Verwaltungsgliederung
Bis  Oktober 2009 war Madagaskar in sechs Provinzen (faritany mizakatena) aufgeteilt. Die 2004 gegründeten Regionen (Faritra)  waren bis zur Auflösung der Provinzen zweite Verwaltungseinheit. Ab November 2009 wurden sie somit erste administrative Verwaltungseinheit. Die Regionen sind jeweils in Distrikte (Fivondronana) unterteilt. Nachfolgend ist die Gliederung für die ehemalige Provinz Antananarivo dargestellt.
| - Region Analamanga (blau): - 2. Ambohidratrimo - 3. Andramasina - 4. Anjozorobe - 5. Ankazobe - 6. Antananarivo-Atsimondrano - 7. Antananarivo-Avaradrano - 8. Antananarivo-Renivohitra - 16. Manjakandriana - Region Bongolava (braun): - 15. Fenoarivobe - 19. Tsiroanomandidy | - Region Itasy (grün): - 12. Arivonimamo - 17. Miarinarivo - 18. Soavinandriana - Region Vakinankaratra (orange): - 1. Ambatolampy - 9. Antanifotsy - 10. Antsirabe II - 11. Antsirabe I - 13. Betafo - 14. Faratsiho |